# Кадзутосі Морі
Кадзутосі Морі (7 липня 1958 , Курашікі, Префектура Окаяма ) — японський вчений. Праці в основному присвячені молекулярній біології та цитології.

## Кар'єра
В 1985 році здобув ступінь доктора філософії у Кіотському університеті. З 1999 року працює у Кіотському університеті.. . Здобув популярність як дослідник процесів в ЕПР.

## Визнання
- 2005: премія Вайлі[en][3];
- 2008: Осакська наукова премія[ja];
- 2009: міжнародна премія Гайрднера[4];
- 2010: Медаль з пурпурової стрічкою;
- 2011: премія Уехара[ja];
- 2013: премія Асахі[ja];
- 2014: премія Альберта Ласкера за фундаментальні медичні дослідження;
- 2014: премія Шао[5];
- 2015: Медіакомпанія «Thomson Reuters» включила Кадзутосі Морі до свого списку найймовірніших кандидатів на отримання Нобелівської премії;
- 2016: Імператорська премія Японської академії наук[en];
- 2018: премія за прорив у науках про життя[6];
- 2018: заслужений діяч культури[en];
- 2018: премія Момофуку Андо[7]